# Нарроус (мост, Перт)
Нарроус (англ. Narrows Bridge) — совмещенный автомобильно-железнодорожный мост через реку Суон в австралийском городе Перт, Западная Австралия. Представляет собой один железнодорожный мост линии Mandurah railway line и два автомобильных моста, соединяющих автострады Mitchell Freeway и Kwinana Freeway.

## История

### Первый автомобильный мост
Близкое расстояние между мысами Милл и Льюис у подножия горы Элиза (Mount Eliza) было рассмотрено как место для моста в 1849 году. Проект строительства был предложен в 1899 году, но ожидаемая стоимость в 13 000 фунтов стерлингов были признаны слишком высокими. Геодезические работы на местности начались только в 1947 году, но были приостановлены из-за строительства транспортной развязки Causeway, открытой в 1952 году. Однако уже через два года трафик через эту развязку вырос так, что снова вернулись к идее строительства моста между мысами Милл и Льюис.
Исследование участка нового моста началось в августе 1954 года. Его проект был предложен Комиссией по городскому планированию под председательством Гарольда Боаса. Участок также потребовал рекультивации 60 акров (24 га) земли для этого мостового подхода. Для этого было привезено (3 400 000 м³) песка, большая часть которого была извлечена из речного участка Melville Water. Строительство моста было одобрено правительством штата в ноябре 1954 года и подтверждено в 1955 году планом Хепберна−Стефенсона (Hepburn-Stephenson plan).

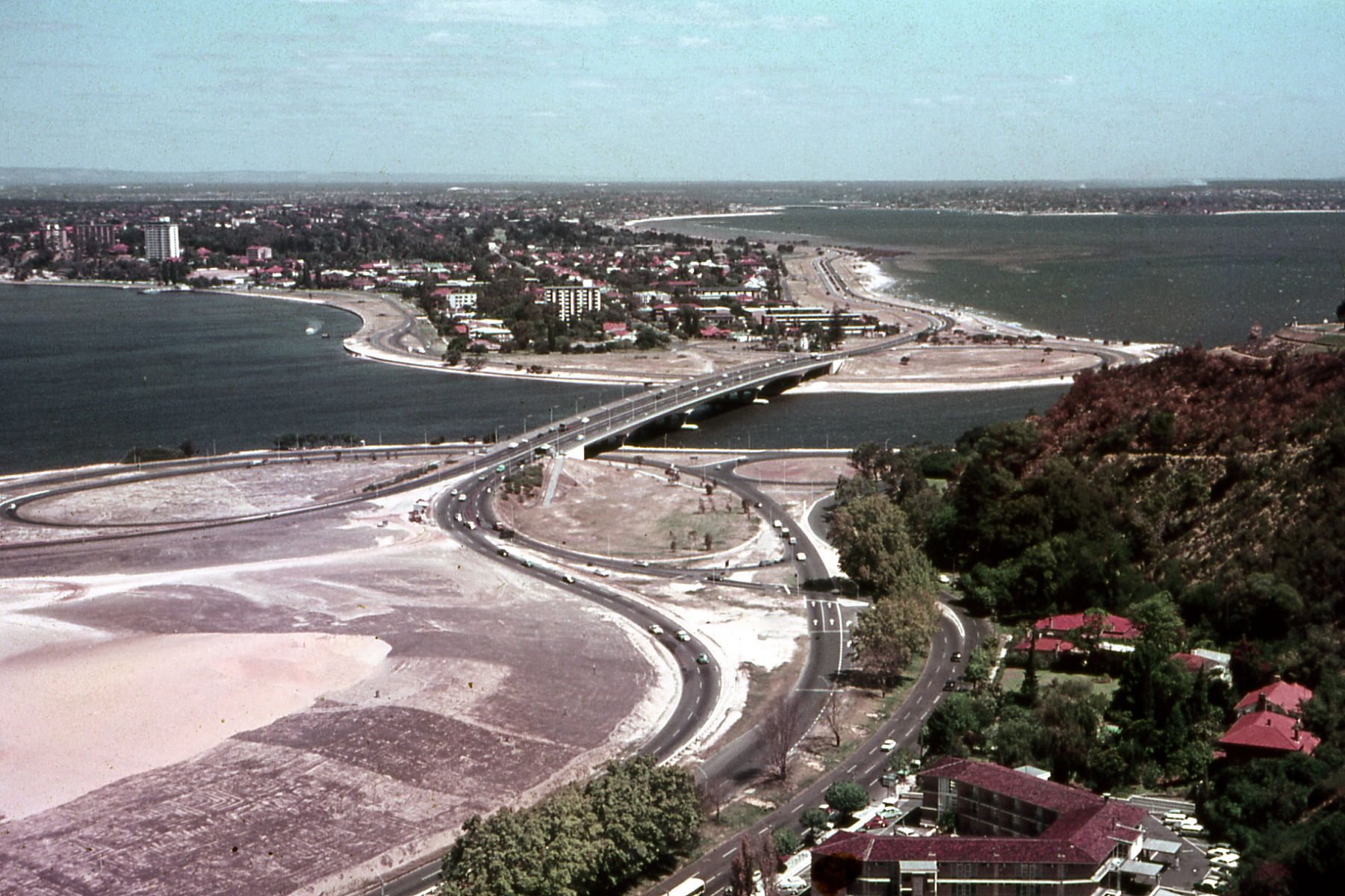
Первый мост

Русло реки на месте предполагаемого моста не было идеальным для строительства моста: оно имело мягкое илистое дно глубиной до 24 метров, с ниже расположенным песчаным пластом глубиной еще 12 метров. Эрни Годфри (Ernie Godfrey) — инженер по мостам из Департамента главных дорог, был командирован за границу, чтобы осмотреть мосты в аналогичных геологических местах и найти проектировщика для предлагаемого моста. В результате контракт на проектирование моста был заключён с британской инжиниринговой компанией Maunsell & Co. В 1956 году началось строительство мостового перехода, который был построен датской фирмой Christiani and Nielsen совместно с австралийской инженерной фирмой J. O. Clough & Son (ныне Clough Limited). Первая партия строительных материалов была доставлена 8 июня 1957 года, работы над сборными железобетонными балками начались в сентябре 1957 года, и первая из них была установлена на своё место в феврале 1958 года. Последняя бетонная балка установлена в июне 1959 года. Во время строительства моста тогдашний заместитель премьер-министра и министр труда Джон Тонкин предложил назвать мост Golden West Bridge, но, так как Golden West уже было названием популярного безалкогольного напитка, его предложение было отклонено.

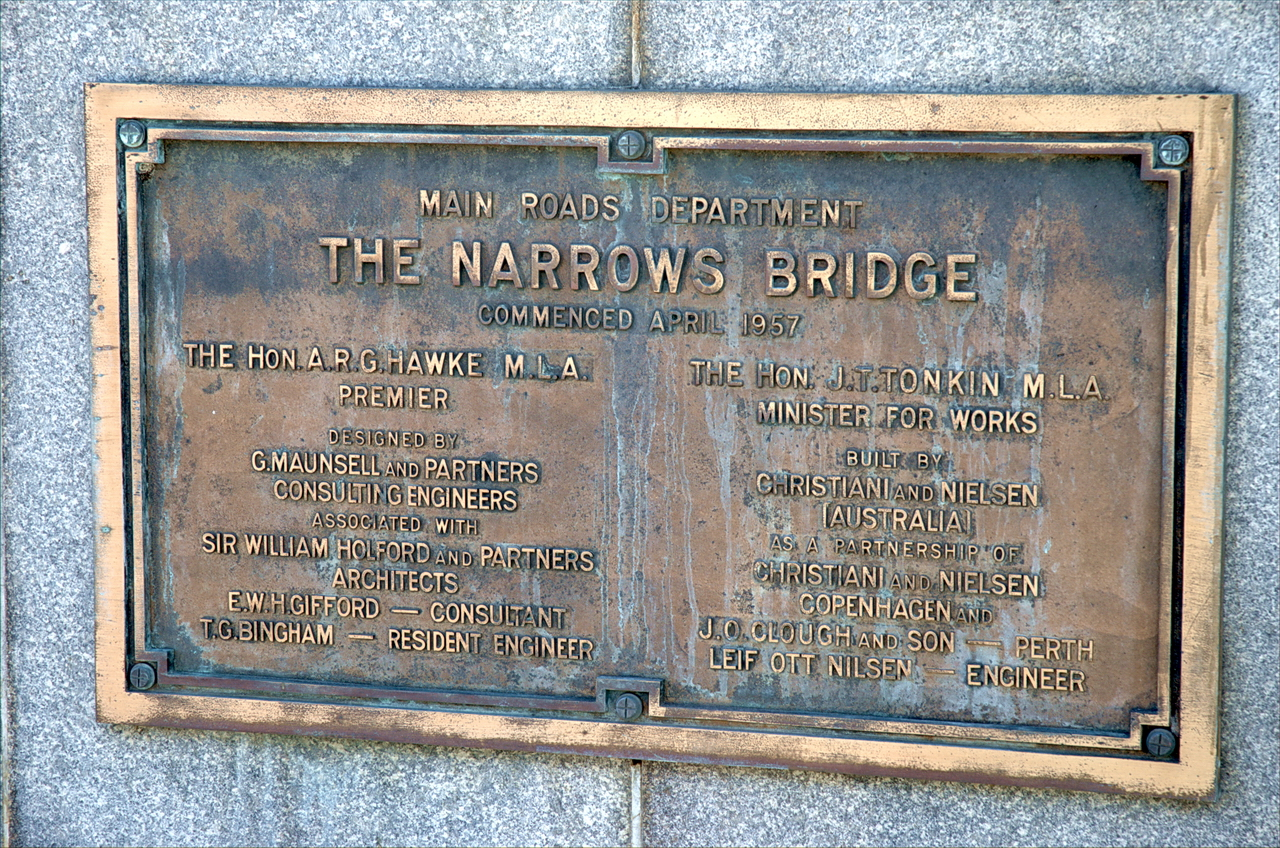
Памятная доска

Строительство моста заняло 2 года и 5 месяцев. Он был официально открыт губернатором Чарльзом Гэйрднером 13 ноября 1959 года. Он установил вместе с премьер-министром штата Западная Австралия Дэвидом Брандом и другими официальными лицами мемориальную доску и стал первым, кто проехал по новому мосту. На тот момент мост Нарроус был самым большим сборным железобетонным мостом в мире.
В 1996 году компания Structural Systems Ltd провела работы по укреплению моста. Также в этом году на каждой стороне моста было установлено новое декоративное ночное освещение. 8 января 1999 года мост был внесен в государственный реестр культурного наследия и в ноябре 1999 года был признан Институтом инженеров Австралии (Institution of Engineers Australia) национальной инженерной достопримечательностью.

### Второй автомобильный мост
Планы второго, параллельного моста обсуждались в 1970-х годах. К 1998 году, когда прошло почти 50 лет, первоначальный мост перевозил 155 000 автомобилей в день, в среднем 2700 автомобилей на полосу движения с 07:30 до 08:30 и считался самым загруженным участком автострады в Австралии. Такой трафик намного превзошёл ожидаемую пропускную способность моста, когда он был открыт в 1959 году. В 1998 году решили, что наиболее удачным будет строительство второго моста рядом с существующим. План по расширению моста Нарроус был объявлен 13 апреля 1998 года: стоимостью в 70 миллионов долларов США предусматривалось добавление четырех дополнительных полос движения. Согласно плану, на каждом мосту планировалось шесть полос, в том числе одна автобусная полоса. Новый должен был отстоять от первого на расстоянии шести метров, его конструкция должна была выглядеть как и оригинал.
В июле 1998 года был объявлен тендер на расширение моста, и 7 марта 1999 года подрядчиком  по строительству была объявлена компания  Leighton Contractors (ныне CIMIC Group). Договорная цена контракта была снижена до 49 миллионов долларов США благодаря методу строительства, предложенному Leighton Contructors. Дизайнером проекта стала компания  Connell Wagner (ныне Aurecon). Мост строился по методике постепенного запуска, 28-метровыми сегментами, отлитыми на обоих берегах. Первоначально он опирался на временные сваи, после демонтажа которых мост стал опираться на свои собственные опоры. Строительство потребовало забивать около 250 стальных свай. Мост был открыт для движения 26 февраля 2001 года, официальная церемония открытия во главе с министром транспорта Аланной Мактирнан состоялось 30 мая 2001 года. Первоначально планировалось, что мост будет открыт в августе 2000 года. При строительстве второго моста одновременно был модернизирован и первый мост.

### Железнодорожный мост
Уже во время строительства второго автодорожного моста стала очевидна проблема железнодорожного сообщения между городами Рокингем и Манджера. В результате острых дискуссий был выбран вариант строительства железнодорожного моста в 6-метровом промежутке между существующими автодорожными мостами, который выиграла компания Leighton Constructions. Авторами проекта железнодорожного перехода стали компании GHD, Coffey Geosciences и Wyche Consulting. Строительство началось в июле 2005 года, завершение ожидалось к декабрю этого же года. Первые пассажиры проследовали по нему 23 декабря 2007 года. Мост был изготовлен из девяти стальных балок, каждая весом до 99,5 тонн и длиной до 54 метров. Балки создавались в городе Kwinana Beach, транспортировались на место и устанавливались с помощью крана.

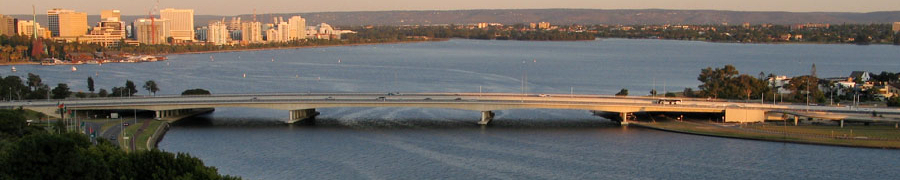
Общий вид мостов